# Xã Mifflin, Quận Pike, Ohio
Xã Mifflin (tiếng Anh: Mifflin Township) là một xã thuộc quận Pike, tiểu bang Ohio, Hoa Kỳ. Năm 2010, dân số của xã này là 1.305 người.